# 蒲生誠一郎
蒲生 誠一郎（がもう せいいちろう、1947年12月7日 - ）は、日本の経営者。井関農機社長を務めた。滋賀県出身。

## 経歴・人物
1968年に中央大学法学部法律学科を卒業し、同年に井関農機に入社した。2001年6月に取締役に就任し、2004年4月に常務を経て、2007年4月には社長に就任した。2012年6月に相談役に退いた。